# Live and More
Live and More (español: En vivo y más) es el primer álbum en vivo de la cantante Donna Summer y el segundo LP doble de la artista. El álbum fue grabado en el Universal Amphitheatre de Los Ángeles en 1978, durante su gira Once Upon a Time Tour. Finalmente, fue lanzado el 28 de agosto del mismo año bajo el sello Casablanca, el cual empezó a controlar y distribuir en más países los trabajos de Summer.
Durante el concierto, Summer interpretó un gran número de canciones disco - dos sencillos exitosos más una selección de su álbum anterior Once Upon a Time. Sin embargo, en este álbum, Donna también experimentó con otros estilos musicales como el jazz, en "My Man Medley" y la composición original "Only One Man". También realizó una versión de la balada "The Way We Were", originalmente grabada por Barbra Streisand en la película del mismo nombre, y una balada coescrita por ella titulada "Mimi's Song", dedicada a su pequeña hija Mimi, quien estuvo presente en el concierto y se escucha en la grabación de la canción diciendo "goodnight" (buenas noches). El concierto termina con una de las canciones más conocidas de Summer en Estados Unidos - "Last Dance". Esta famosa canción se incluyó en la banda sonora de la película ¡Por fin es Viernes!, en la que Summer había actuado. El compositor, Paul Jabara, ganó un Óscar a la mejor canción, mientras que Summer ganó su primer Grammy a la mejor interpretación femenina de R&B. Una favorita personal de Summer, fue una de las primeras canciones de estilo disco en incluir una apertura de tiempo lento, tanto al inicio como a la mitad de la canción. Esto se convertiría en un formato que Summer utilizaría en varias otras canciones. Versiones editadas de "Last Dance" omiten la parte lenta de la media, pero mantienen la del principio; la versión completa, sin embargo, fue interpretada en el concierto.
El cuarto y último lado de este LP doble contenía una grabación de estudio titulada "MacArthur Park Suite", que es un medley de cuatro canciones, incluyendo la canción principal "MacArthur Park", grabada originalmente como una balada por el actor irlandés Richard Harris. La versión disco de Summer fue editada y lanzada como sencillo, y se convirtió en uno de sus mayores éxitos: su primer número uno en la lista Hot 100 de Billboard, además de ser Top 5 en Canadá, Nueva Zelanda y Reino Unido. Además, le valió una nominación al Grammy a la mejor interpretación femenina de pop. Otra canción del medley, "Heaven Knows", fue Top 5 en los Estados Unidos y Canadá, y contó con la participación del grupo Brooklyn Dreams, siendo Joe Esposito y Bruce Sudano los más destacados miembros del conjunto (con este último Summer contrajo matrimonio unos años más tarde).
Live and More se convirtió en el primer álbum doble de Summer en alcanzar el #1 en los Estados Unidos (y además el primero de su carrera), y más tarde fue certificado doble platino por la RIAA.

## Lista de canciones[2]

### Lado Uno
1. "Once Upon a Time" (Donna Summer, Giorgio Moroder, Pete Bellotte) - 3:03
2. "Fairy Tale High" (Summer, Moroder, Bellotte) - 2:20
3. "Faster and Faster to Nowhere" (Summer, Moroder, Bellotte) - 2:09
4. "Spring Affair" (Summer, Moroder, Bellotte) - 2:34
5. "Rumour Has It" (Summer, Moroder, Bellotte) - 2:34
6. "I Love You" (Summer, Moroder, Bellotte) - 3:38

### Lado Dos
1. "Only One Man" (Summer, Bob Conti, Virgil Weber) - 2:06
2. "I Remember Yesterday" (Summer, Moroder, Bellotte) - 3:52
3. "Love's Unkind" (Summer, Moroder, Bellotte) - 2:37
4. "My Man Medley" - 6:25
  1. "The Man I Love" (George Gershwin, Ira Gershwin)
  2. "I Got It Bad and That Ain't Good (Duke Ellington, Paul Francis Webster)
  3. "Some of These Days" (Shelton Brooks)
5. "The Way We Were" (Alan Bergman, Marilyn Bergman, Marvin Hamlisch) - 3:23
6. "Mimi's Song" (Summer, Weber) - 4:28

### Lado Tres
1. "Try Me, I Know We Can Make It" (Summer, Moroder, Bellotte) - 4:14
2. "Love to Love You Baby" (Summer, Moroder, Bellotte) - 3:23
3. "I Feel Love" (Summer, Moroder, Bellotte) - 6:54
4. "Last Dance" (Paul Jabara) - 5:50

### Lado Cuatro
1. "MacArthur Park Suite" - 17:33
  1. "MacArthur Park" (Jimmy Webb)
  2. "One of a Kind" (Summer, Moroder, Bellotte)
  3. "Heaven Knows" (Summer, Moroder, Bellotte)
  4. "MacArthur Park (Reprise)" (Webb)

## Personal
- Donna Summer - voz principal
- Keith Forsey - batería
- Richard Adelman - batería
- Sal Guglielmi - bajo
- Ken Park - percusión
- Bob Conti - percusión
- Peter Woodford - guitarra rítmica
- Mike Warren - guitarra principal
- Doug Livingston - teclado
- Virgil Weber - sintetizador
- Greg Mathieson - sintetizador Moog y clavicordio
- Bobby Shew - trompeta
- Rich Cooper - trompeta
- Dalton Smith - trompeta
- Bruce Paulson - trombón
- Bob Payne - trombón
- Dick "Slide" Hyde - trombón bajo
- Dick Spencer - saxofón alto
- Don Menza - saxofón tenor
- Joe Romano - saxofón barítono
- John Santulis - concertino, violines
- Pauel Farkas - violines
- Mari Tsumura - violines
- Teri Schoebrua - violines
- Jay Rosen - violines
- Lya Stern - violines
- Leonard Selic - viola
- Alfred Barr - viola
- Victor Sazer - chelo
- Robert Adcock - chelo
- Sunshine (Carlena Williams, Dara Bernard, Mary Ellen Bernard) - coros

## Producción
- Producido por Giorgio Moroder y Pete Bellotte
- Grabado en vivo desde el Universal Amphitheatre, Los Ángeles, California. Excepto "MacArthur Park Suite", grabación de estudio
- Ingenieros: Juergen Koppers, Gary Ladinsky, Steve Smith
- Ingeniero de mezcla: Juergen Koppers
- Mezclado en Westlake Studios y Rust Studios
- Llevado a cabo por: Michael Warren
- Contratista: John Fresco
- Mánager: Sheri Wish (directora de producción), Keith Robertson (director de escena), Bryan Rooney (asistente de director de escena)
- Equipo: Mike North, Mac Figueroa
- Sonido: Stanal Sound (Bob Ludwig, Jim Fox, John Taylor)
- Iluminación: Diseñada por Patrick Woodroffe para TFA Electrosound
- Gráficos: Stephen Lumel, Henry Vizcarra
- Fotografías: Franceso Scavullo
- Asistente de fotografía: Sean Byrnes
- Logotipo Donna Summer: Tom Nikosey
- Vestuarios: David Picon
- Administración: Susan Munao Management y Joyce Bogart Management Co.

## Posicionamiento en listas

### Álbum
| Lista (1978)                            | Máxima posición |
| --------------------------------------- | --------------- |
| Australia (Kent Music Report)           | 27              |
| Canadá (Top Dance/Urban (RPM)           | 1               |
| España (AFYVE)                          | 15              |
| Estados Unidos (Billboard 200)          | 1               |
| Estados Unidos (Top R&B/Hip-Hop Albums) | 4               |
| Finlandia (Official Finnish Charts)     | 18              |
| Francia (SNEP)                          | 37              |
| Italia (Musica e dischi)                | 8               |
| Japón (Oricon)                          | 52              |
| Nueva Zelanda (Recorded Music NZ)       | 4               |
| Países Bajos (Album Top 100)            | 25              |
| Reino Unido (UK Albums Chart)           | 16              |

### Sencillos
| Sencillo         | 1  | 2 | 3  | 4  | Bandera del Reino Unido | Bandera de Canadá | Bandera de Alemania | Bandera de Irlanda | Bandera de los Países Bajos | Bandera de Nueva Zelanda | Bandera de Australia |
| ---------------- | -- | - | -- | -- | ----------------------- | ----------------- | ------------------- | ------------------ | --------------------------- | ------------------------ | -------------------- |
| "MacArthur Park" | 1  | 1 | 8  | 24 | 5                       | 1                 | 39                  | 7                  | 9                           | 4                        | 8                    |
| "Heaven Knows"   | 4  | - | 10 | 17 | 34                      | 2                 | -                   | -                  | -                           | 14                       | 15                   |
| "I Love You"     | 37 | 1 | 28 | -  | 10                      | 32                | -                   | 16                 | 6                           | -                        | 47                   |

Notas:
- 1 Billboard Hot 100
- 2 Billboard Hot Dance Club Play
- 3 Billboard Hot Soul Singles
- 4 Billboard Adult Contemporary

### Certificaciones
| País           | Asociación | Certificación | Fecha                   |
| -------------- | ---------- | ------------- | ----------------------- |
| Estados Unidos | RIAA       | Platino       | 1978                    |
| Reino Unido    | BPI        | Plata         | 31 de octubre de 1978   |
| Reino Unido    | BPI        | Oro           | 16 de noviembre de 1978 |

## Sucesión
| Predecesor: Living in the USA de Linda Ronstadt | Billboard 200 - Álbum número uno 11 de noviembre de 1978 | Sucesor: 52nd Street de Billy Joel |